# Antonio Manuel Silva
Antonio Manuel Silva o bien Antonio M. Silva y nacido como Antonio Manuel de Silva Campero (Buenos Aires, 1839 - La Plata, 14 de julio de 1915) fue un médico argentino que como militar actuó durante la Guerra de la Triple Alianza y en los últimos conflictos civiles del siglo XIX. También participó en política, junto a su primo hermano Leandro N. Alem quien fuera el tío materno del futuro presidente argentino Hipólito Yrigoyen. Como íntimo amigo y colega del doctor Tomás Liberato Perón, tras su fallecimiento, le consiguió al nieto de este —el que sería presidente de la República Argentina, Juan Domingo Perón— una beca en el Colegio Militar de la Nación.

## Biografía hasta la titulación de doctor en Medicina

### Origen familiar y primeros años
Antonio Manuel Silva había nacido en la ciudad de Buenos Aires en 1839, siendo hijo de Antonio da Silva (n. Barcelos de Portugal, España napoleónica del Primer Imperio francés, 1811), quien durante la guerra civil portuguesa se radicó en las Provincias Unidas del Río de la Plata desde 1833, y de Juana Campero (n. Buenos Aires, 1815), una pariente de los marqueses del Valle del Tojo y de Juan Manuel Fernández Campero, gobernador colonial del Tucumán, y quien fuera madrina y pariente de Hipólito Yrigoyen.
Antonio da Silva y Juana Campero fueron padres de cinco hijos:
- Antonio Manuel aquí tratado.
- Juan Silva Campero (n. 1845).
- Francisco Juan Silva Campero[9] (Buenos Aires, 2 de julio de 1851-La Plata, 1921) fue un escribano casado con Isabel Lezama Castro[9][10] (Buenos Aires, e/enero y mayo de 1857-La Plata, 1921) —una hija del estanciero Salustiano Lezama y sobrina segunda del hacendado y filántropo José Gregorio de Lezama— y de quienes hubo seis hijos, siendo el tercero, el doctor ingeniero Antonio Manuel Silva Lezama[11] (n. Buenos Aires, 31 de diciembre de 1887-La Plata, 16 de octubre de 1966)[9] que se había enlazado en primeras nupcias con Lucrecia Núñez Monasterio[9][12] (Buenos Aires, 21 de septiembre de 1887-La Plata, 15 de agosto de 1954) —una tataranieta del rico cabildante Martín José de Monasterio y una pariente del patriota y coronel ingeniero Ángel Augusto de Monasterio "el Arquímides de la Revolución de Mayo"— y quien fuera veterinario-agrónomo, hacendado y administrador de los campos de Dolores de la familia Álzaga,[13] además de haber sido director de la «Escuela de Fruticultura de la Nación» (ubicada a 5 km de la misma ciudad), editor de libros de granja con capítulos de apicultura,[14][15] autor de pinturas al óleo que firmaba «Anton de Vasil» y una personalidad dentro de la UCR.[9]
- Juana Silva Campero (n. 1853).
- Catalina Silva Campero (n. 1854).

### Estudios básicos y universitarios

Báculo de Asclepio símbolo de la Medicina.

Inició sus estudios básicos en la ciudad de nacimiento e ingresó a la Facultad de Medicina de la Universidad de Buenos Aires en 1861 pero que debió interrumpir en 1865 al originarse la Guerra del Paraguay. Era compañero de Ricardo Gutiérrez, Lucilo del Castillo, Germán Segura, Tomás Liberato Perón y Juan García Fernández.
En 1868, ya de regreso en Buenos Aires, se graduó finalmente de doctor con la siguiente tesis que se titulaba:

«Intoxicación por fósforo».

## Actuación como militar en la Guerra de la Triple Alianza
Iniciada la Guerra del Paraguay, el 3 y 4 de junio de 1865 llegaron a la ciudad los primeros heridos en la reconquista de la ciudad de Corrientes que había tenido lugar el 25 de mayo de ese año, habiendo cientoveintiocho combatientes, entre ellos seis oficiales argentinos con sus cientodiez soldados, además de doce soldados paraguayos.
Estos heridos serían atendidos en el Hospital General de Hombres por una comisión de voluntarios organizados por Juan José Montes de Oca, presidente de la Facultad, que incluía a los practicantes Antonio Manuel Silva, Tomás L. Perón (futuro abuelo de Juan Domingo), Lino Loureiro, Juan García Fernández, Domingo Salvarezza, Germán Segura, Pedro Rosendi, Miguel G. Fernández, Ricardo Gutiérrez, Felipe Ardenghi, José A. Ortiz, Eduardo Wikle, Miguel Ekhegaray y Luis Meléndez, los que fueron destacados por Juan José Montes de Oca en la siguiente nota dirigida al ministro de guerra y marina: 

"Pocos en número saben multiplicarse por su buena voluntad é infatigable empeño en hacerse útiles en cuanto está á su alcance"

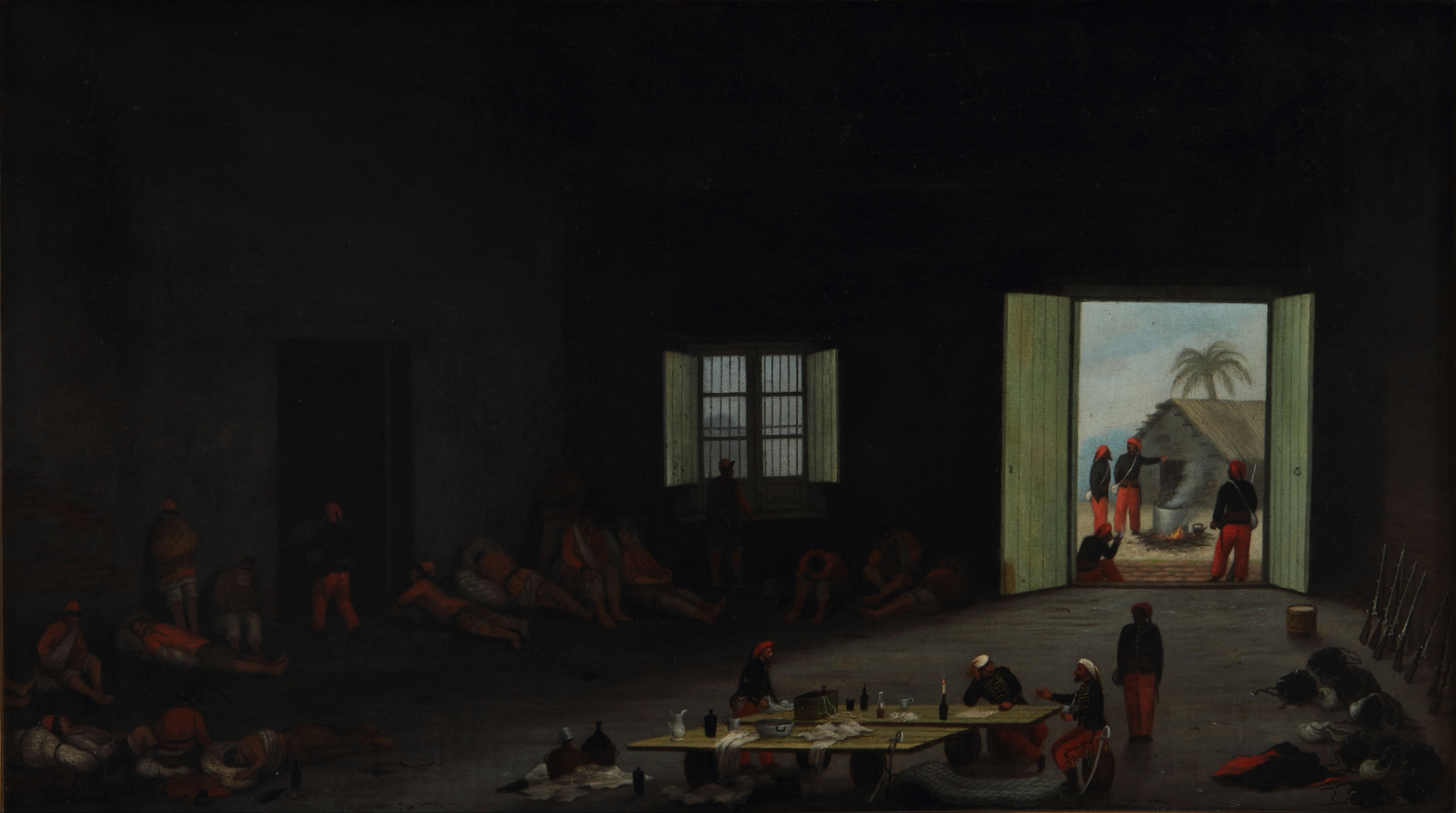
Soldados paraguayos prisioneros y heridos, durante la batalla de Yatay (por Cándido López).

Al igual que muchos de sus compañeros debió dejar sus estudios para intervenir en la guerra del Paraguay formando parte de la Legión Sanitaria que preparó la Facultad para sumarse al cuerpo de Sanidad Militar en la Guerra de la Triple Alianza con el grado de sargento mayor. Después del Pasaje de Paso de la Patria, el cuerpo médico del Ejército Argentino compuesto por los doctores Hilario Almeira, Caupolicán Molina, Joaquín Díaz de Bedoya, Pedro Mallo, Francisco Soler, Manuel de Biedma, Germán Vega, Francisco Barajas, Ramón del Arca, Ángel Gallardo y Francisco J. Muñiz, los profesores Isidro J. Bergeyre y Martín Beruti, los cirujanos Ricardo Sutton, N. Vidal de Cassis, Tomás Godrich, José Ñola (o Naba), Miguel Gallegos, Lino Loureyro y Germán Segura, diez farmacéuticos y seis flebótomos, contaba también con los practicantes Antonio Silva Campero aquí tratado, Ricardo Gutiérrez, Lucilo del Castillo, José Artiz, Eleodoro Damianovich, Juan Bautista Maggi, Ángel Golfarini y Bernardino Reparaz.
Le tocó servir en toda la campaña y compartió las penurias de los combatientes en las duras marchas a través de la provincia de Corrientes y el territorio paraguayo, además de los combates que siguieron, estando presente en el Sitio de Uruguayana y en la batalla de Yatay, ambas en 1865, al igual que el entonces coronel Ignacio Rivas y el teniente coronel Miguel Francisco de Villegas; en las de Estero Bellaco en 1866, junto al ya citado coronel Rivas y al sargento mayor Dardo Rocha Arana, y en la de Tuyú-Cué, el 3 de noviembre de 1867, adonde las fuerzas aliadas comandadas por el general Bartolomé Mitre, sufrieron una gran derrota. En los tres primeros sitios, también estuvo con el entonces teniente primero Conrado Villegas. El proveedor del Ejército Argentino era el hacendado José Gregorio de Lezama.

### Condecoración y asociación de los veteranos de guerra
Condecorado y con el grado de sargento mayor, se convirtió en vocal fundador de la Asociación de Guerreros del Paraguay, presidida por el general Joaquín Viejobueno y creada para socorrer a los veteranos de guerra, sus viudas y huérfanos, porque como se explicaba en los primeros números del "Álbum" de la entidad:

"Es una verdad humillante y cruel que el gobierno argentino no ha aprendido todavía a evitar la desnudez o el hambre del ciudadano que supo dejar sobre las trincheras el brazo con que ganaba el pan".

### Renuncia del ejército y participación de la revolución de fines de siglo
El 13 de febrero de 1880 renunció al Ejército Argentino imitando la actitud de José Inocencio Arias, Hilario Lagos y Julio Campos, quienes habían tomado esa decisión al prohibirles el gobierno nacional seguir apoyando las actividades del Tiro Nacional, que reunía dosmil jóvenes opositores al gobierno.
Comenzando la revolución de 1880 apoyó al movimiento porteño y actuó en la defensa de la ciudad contra las tropas nacionales. Siendo primo hermano e íntimo amigo de Leandro N. Alem, participó también activamente de la Revolución de 1890. Este lo había iniciado en la logia Docente de Buenos Aires pero a partir de 1898 pasaría a formar parte de la logia Democracia N.º 146, ocupando diversos cargos.

## Relación con la familia Perón y deceso

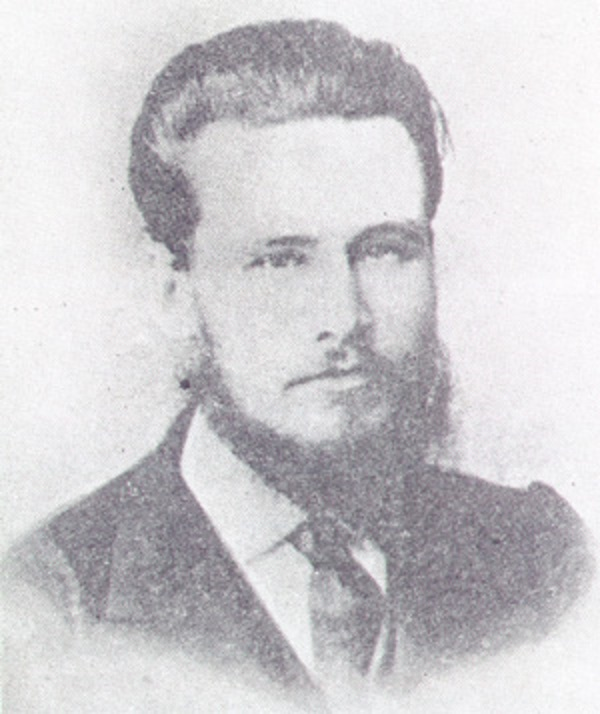
Tomás Liberato Perón.

### Amigo y médico del doctor Tomás Perón
Fue conceptuado como un hábil cirujano y mantuvo una muy estrecha relación con el doctor Tomás Perón, a quien asistió en la enfermedad hasta su muerte.
La esposa de Perón le obsequió los manuscritos de su marido, tras su fallecimiento, en agradecimiento por su apoyo y por la amistad que unía a ambos médicos.

### Petición de beca al profesor Biedma
El doctor Silva Campero continuaba apoyando a la familia de su amigo y años después escribiría a Juan José Biedma Straw —sobrino de Manuel Biedma Torres y un bisnieto del coronel patriota Ángel Augusto de Monasterio el Arquímides de la Revolución de Mayo y de Juana de Sarratea— quien fuera profesor del Colegio Militar de la Nación, lo siguiente:

Todo mi empeño pongo para que tu ayudes a la señora Dominga Dutey de Perón, viuda de mi inolvidable amigo el Dr. Tomás L. Perón, que gestiona una beca para su nieto Juan Domingo en el Colegio Militar. No dudo que tú pondrás toda tu influencia para conseguirla, si la hay aún disponible.

### Concesión de beca a Juan Domingo Perón y fallecimiento
La beca que gestionara fue efectivamente concedida, lo que permitió al futuro general y presidente argentino Juan Domingo Perón, iniciar su carrera militar.
Finalmente el doctor Antonio Manuel Silva Campero fallecería el 14 de julio de 1915 en la ciudad de La Plata, la cual fuera fundada hacía tres décadas por el entonces gobernador Dardo Rocha como nueva capital de la provincia de Buenos Aires.